# Stadtmuseum Einbeck
Das Stadtmuseum Einbeck (ehemals Städtisches Museum Einbeck) ist ein Museum der niedersächsischen Stadt Einbeck. Themenschwerpunkte sind die Geschichte Einbecks und die Geschichte des Fahrrads.

## Lage
Das Museum befindet sich nördlich der Tiedexer Straße zwischen der Marktkirche St. Jacobi und der Münsterkirche St. Alexandri.

## Architektur

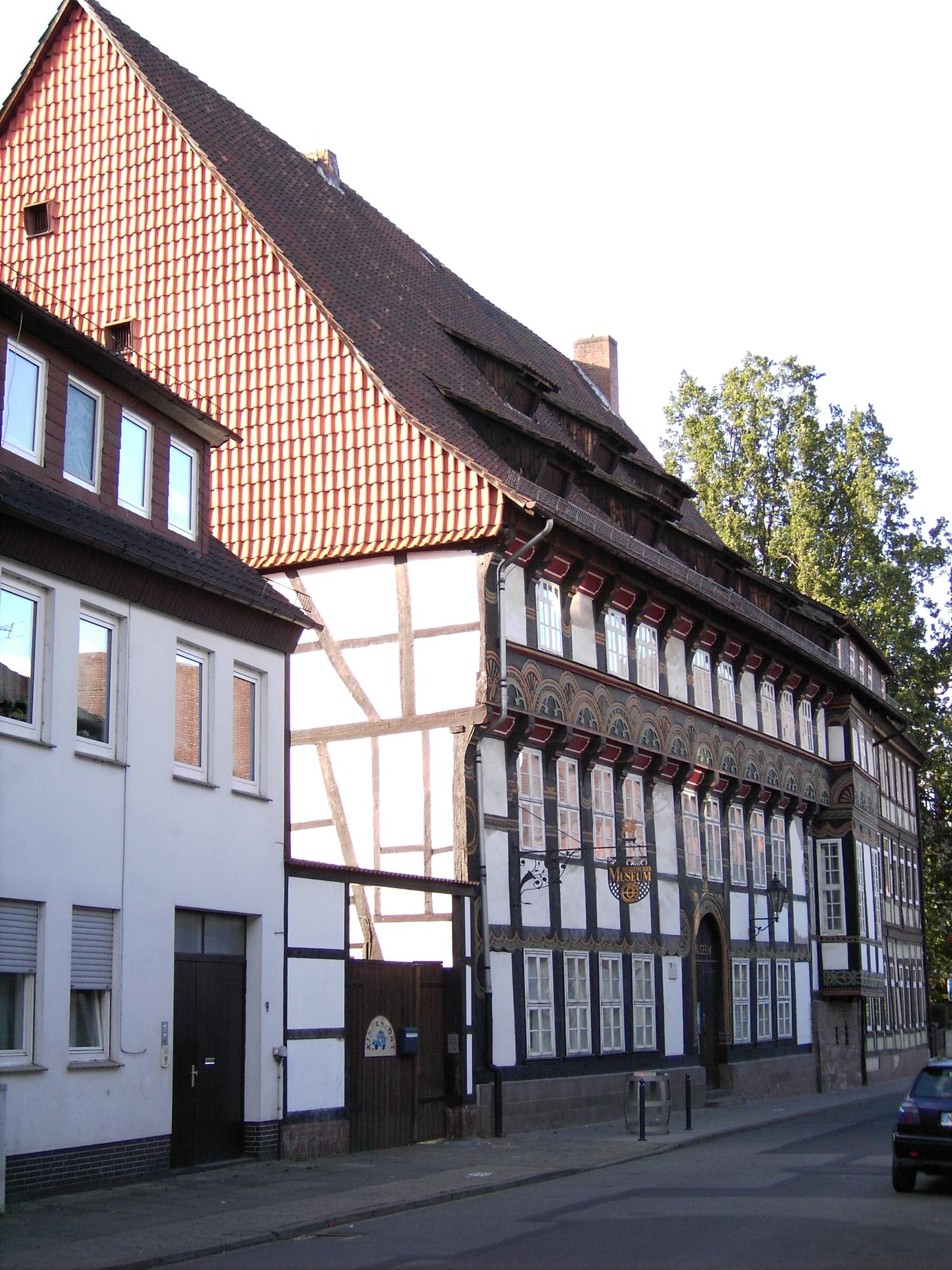
Stadtmuseum Einbeck

Das dreigeschossige Gebäude wurde 1548 von Patriziern der Stadt in Fachwerk-Bauweise errichtet. Auf der Ostseite schließt ein Erker einen Saal nach außen ab. Im traufständigen Satteldach sind mehrere Schleppgauben erhalten. An der Fassade findet sich eine Fülle geschnitzter Ornamente mit Fächerrosette, Flechtband, Laubstab und Vorhangbogen. In den Bau der Weserrenaissance wurden im 19. Jahrhundert Fenster im Stil des Klassizismus eingesetzt. Das Museum gliedert sich in mehrere Kabinette, die sich auf drei Stockwerke verteilen.

## Geschichte
Eine erste museale Ausstellung zur Geschichte der Stadt Einbeck wurde 1894 in der südlich des Marktplatzes gelegenen Kapelle St. Spiritus eröffnet. 1932 wurde sie in die ehemalige Schule der Gendarmerie östlich der Alten Synagoge verlegt bis zur Beschlagnahmung des Schulgebäudes durch die Wehrmacht im Jahr 1938.
In dem heutigen Gebäude wurde das Museum 1970 eröffnet. Das Haus wurde 2008 als registriertes Museum anerkannt. 2011 wurde im Museum ein Platz für den Ort Patschkau eingerichtet, um an Vertriebene zu erinnern, die sich nach dem Zweiten Weltkrieg in Einbeck niedergelassen hatten. Im Gebäude im Hinterhof befindet sich auch das Stadtarchiv Einbeck.

## Ausstellungen
Die Dauerausstellungen des Museums decken folgende Themenbereiche ab:
- Archäologie und Mittelalter der Stadt Einbeck
- Geschichte der Herstellung von Einbecker Bier
- Geschichte des Blaudruckes
- Geschichte der Einbecker Münzen, die von 1430 bis 1674 im Umlauf waren
- Geschichte der von Friedrich Sertürner in Einbeck gegründeten Apotheken

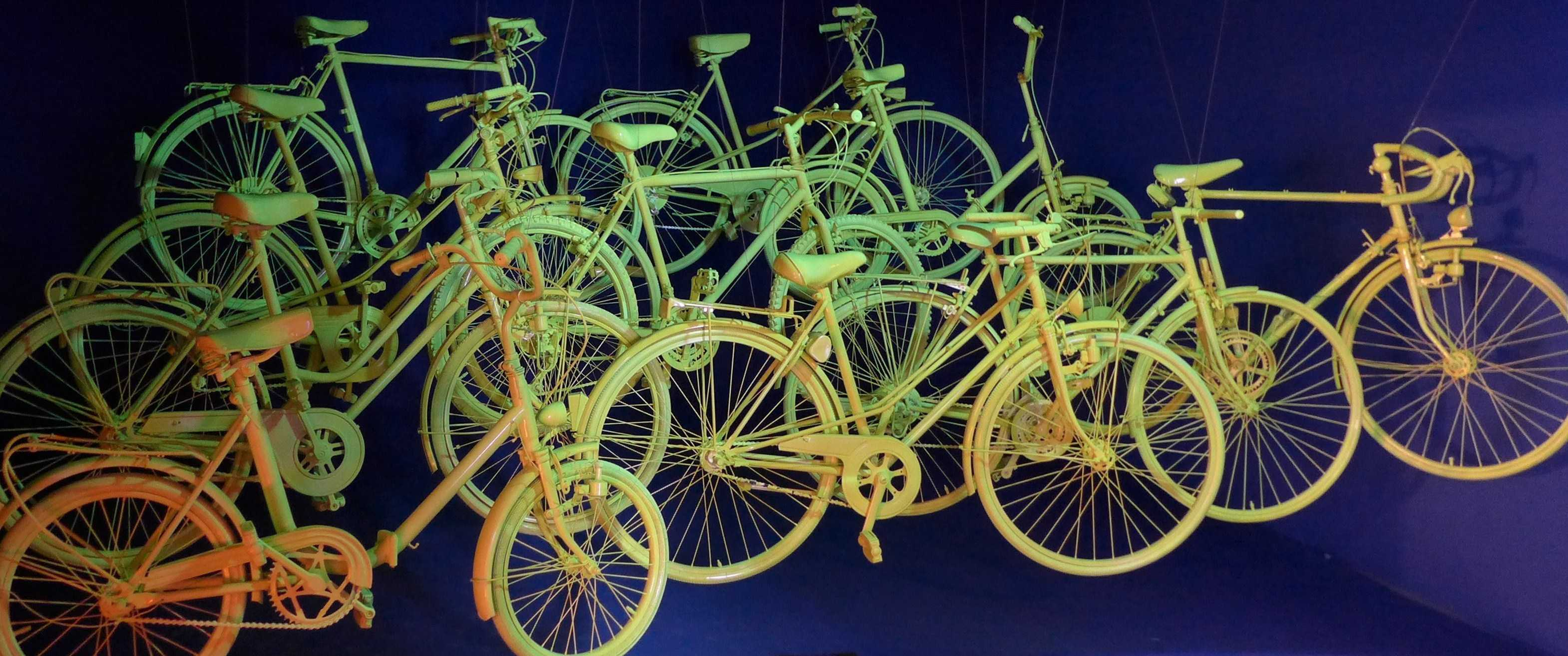
Dekoration im Foyer der Fahrradausstellung

- Geschichte des Fahrrads. Diese im Jahr 2006 eröffnete Ausstellung setzt unter der Bezeichnung RadHaus die Tradition des Einbecker Fahrradmuseums fort, das zuvor in Einbeck in der Papenstraße bestanden hatte.[7] In Räumlichkeiten, die sich auf zwei Stockwerke aufteilen, ist die Entwicklung des Fahrrads vom Laufrad bis zur verbreiteten Nutzung im Alltag dargestellt.[8] Die weitere Entwicklung mit der Motorisierung des Fahrrads wird in dem westlich der Tiedexer Straße gelegenen PS-Speicher gezeigt.

Zudem ist ein Raum für wechselnde Sonderausstellungen eingerichtet und die Heimatstube Patschkau widmet sich dieser ehemaligen schlesischen Vertriebenenpaten- und seit 1992 Partnerstadt Einbecks.